# 阚骃
阚骃（?—?），字玄阴，东晋敦煌郡人。
阚骃博通经传，被北凉王沮渠蒙逊推重，历任秘书、考课郎中，参与典校经籍。著作有《十三州志》，是古代地理学的名著，后来佚失，有辑本。

## 延伸阅读
[在维基数据编辑]
 《魏書·卷52》，出自魏收《魏书》
 《北史·卷034》，出自李延壽《北史》